# Tom Manders
Antoon (Tom) Manders (Den Haag, 23 oktober 1921 – Utrecht, 26 februari 1972) was een Nederlandse tekenaar, komiek en cabaretier. In de laatste functie werd hij met name bekend als Dorus.

## Biografie
Hoewel zijn geboorte officieel in de archieven staat als 24 oktober, is hij eigenlijk op 23 oktober geboren. Zijn vader liet hem een dag later inschrijven, omdat hij voor een zondagskind geen vrije dag kreeg.
Al jong bleek zijn talent voor tekenen. Hij volgde de ULO en daarna een driejarige avondcursus Koninklijke Academie van Beeldende Kunsten in Den Haag. Manders was onder andere actief als reclameschilder en ontwerper van affiches. Later ontwierp hij ook decors voor toneel en cabaretvoorstellingen. Tot zijn vaste opdrachtgevers behoorden Theater Carré, Lou Bandy, Heintje Davids en Wim Kan. In maart 1943 werd Manders in het kader van de Arbeitseinsatz naar Duitsland gezonden, waar hij als schilder te werk werd gesteld op een klein vliegveld in de nabijheid van München. Na een half jaar lukte het hem te ontkomen en reisde hij per trein terug naar Nederland.  Door Wim Kan kwam Manders op het idee zelf cabaret te gaan doen, net als zijn oudere broer Kees.
Vanaf 1953 was Manders betrokken bij de inrichting en programmering van Carel Kamlags revuecafé Saint-Germain-des-Prés aan het Rembrandtplein in Amsterdam. Manders trad daar zelf op als het typetje dat zou uitgroeien tot de zwerver Dorus. Toen hij van de VARA de uitnodiging kreeg iets voor televisie te doen, liet hij het café nabouwen in de studio en startte een succesvol televisieprogramma dat enkele jaren te zien zou zijn.
Tussen 1956 en 1962 werkte Manders samen met organist Cor Steyn ("meneer Cor Steyn") voor het programma De Showboat. Samen waren zij verantwoordelijk voor nummers als Twee motten, M'n volkstuintje, De crocus en de hyacint, Als ik wist dat je zou komen, Bij de marine en Figaro.
Het pand aan de Mauritsstraat 65 in Rotterdam, waar tot in 1960 de Chemicaliënhandel v/h E. Schuddebeurs NV was gevestigd, werd in 1967 tot het Cabaret Dorus omgebouwd, dat in 1970 weer moest sluiten. Nu staat er op die plaats een wooncomplex, dat sinds 1 november 1985 de naam Tom Mandershof draagt.
Manders raakte in de financiële problemen toen hij probeerde Dorus-films te produceren. In 1967 won hij een Zilveren Roos en begon een nieuwe show in zijn nieuwe theater. Nog tijdens de bouwperiode lanceerde hij in de zomervakantie een kindermatinee, met daarin o.a. Bij Dorus op schoot. Populair werd de scène uit zomer 1967, op 18 november uitgezonden door de VARA, met op zijn schoot het tweejarige meisje Corrina Konijnenburg, dat eindeloos Poessie Mauw blijft zingen. Toen in 1970 de Rotterdamse club sloot, stopte ook het programma. In 1971 kwam Dorus nog eenmaal terug op de televisie tijdens een programma met een verborgen camera, waarbij hij bij Madame Tussauds onbeweeglijk ging zitten, zodat hij op een van de wassen beelden leek, en vervolgens toch tot leven kwam. In hetzelfde jaar had hij nog een hit met In de hemel is geen bier.
Begin februari 1972 kreeg Manders een auto-ongeluk. In het ziekenhuis werd geconstateerd dat hij kanker had. Drie weken later stierf Manders aan een hartaanval. Hij werd gecremeerd in Crematorium Daelwijck in Utrecht.

## Privé
Manders was een zoon van stukadoor Cornelis Petrus Manders en Anna Geertruida Mathilda Kok, en was een jongere broer van Kees Manders. Hij huwde op 3 januari 1946 met Anna Maria Josephina Hennen (geb. 1924). Uit dit huwelijk werden twee zoons, onder wie Tom Manders jr., en drie dochters geboren. Tom jr. beheert het archief met het oeuvre van zijn vader.

## Discografie
| Jaar  | Titel | Drager                    | Label               | Catalogusnr.  | Opmerking                                                                         |
| ----- | --- | ------------------------- | ------------------- | ------------- | --------------------------------------------------------------------------------- |
| 1957  | Twee motten De Nachtwacht | 10 inch-, 78 toerensingle | DECCA               | M 64104       |                                                                                   |
| 1957  | Lompen en metalen Dorus Sr. | 10 inch-, 78 toerensingle | DECCA               | M 64105       |                                                                                   |
| 1957  | Me bolhoed op me ene oor (Paris Canaille) Moordballade | 10 inch-, 78 toerensingle | DECCA               | M 64108       |                                                                                   |
| 1957  | Dorus, No 1: Twee motten De Nachtwacht Lompen en metalen Dorus Sr. | 7 inch-ep                 | DECCA               | V 63000       |                                                                                   |
| 1957  | Met zulke rozen Ik loop met veters | 10 inch-, 78 toerensingle | DECCA               | M 64109       |                                                                                   |
| 1957  | Als ik wist dat je zou komen Me volkstuin | 10 inch-, 78 toerensingle | DECCA               | M 64113       |                                                                                   |
| 1957  | Dorus, No 2: Me bolhoed op me ene oor (Paris Canaille) Met zulke rozen Als ik wist dat je zou komen Me volkstuin                                                            | 7 inch-ep                 | DECCA               | V 63001       |                                                                                   |
| 1957  | Brandkastenmanus Net als hij | 10 inch-, 78 toerensingle | DECCA               | M 64131       |                                                                                   |
| 1957  | Me kippehok Als ik een miljoen bezat | 10 inch-, 78 toerensingle | DECCA               | M 64153       |                                                                                   |
| 1957  | Peukie sigaar Me parapluie | 10 inch-, 78 toerensingle | DECCA               | M 64154       |                                                                                   |
| 1957  | De crocus en de hyacint Me auto | 10 inch-, 78 toerensingle | DECCA               | M 64155       |                                                                                   |
| 1957  | 40 minuten Tom Manders als Dorus | 10 inch-lp                | DECCA               | LQ 60402      |                                                                                   |
| 1958  | Dollevie Zallevie en ik De kat van me buurvrouw | 10 inch-, 78 toerensingle | DECCA               | M 64156       |                                                                                   |
| 1958  | Dorus, No 3: Me auto De crocus en de hyacint Peukie sigaar Me parapluie | 7 inch-ep                 | DECCA               | V 63016       |                                                                                   |
| 1958  | De straatmus Napoleon | 10 inch-, 78 toerensingle | DECCA               | M 64188       |                                                                                   |
| 1958  | Dorus, No 4: Me kippehok Als ik een miljoen bezat Ik loop met veters Moordballade                                                                                           | 7 inch-ep                 | DECCA               | V 63017       |                                                                                   |
| 1958  | Twee motten | Musicard                  | Roxasect            |               | reclame voor Roxasect insectenverdelger                                           |
| 1958  | Dorus alias Tom Manders zingt acht van zijn beste liedjes | 10 inch-lp                | DECCA               | LQ 60404      |                                                                                   |
| 1958  | Dorus, No 5: Dollevie Zallevie en ik Napoleon De kat van me buurvrouw De straatmus                                                                                          | 7 inch-ep                 | DECCA               | V 63031       |                                                                                   |
| 1958  | Orchidee Bij de marine | 7 inch-single             | DECCA               | FM 264 239    |                                                                                   |
| 1958  | Dorus, No 6: Bij de marine Orchidee Brandkastenmanus Net als hij | 7 inch-ep                 | DECCA               | V 63050       |                                                                                   |
| 1959  | Ome Nico en Tante Ria Dorus, oh Dorus | 7 inch-single             | HIS MASTER'S VOICE  | 45 JF 259     | met Tante Leen                                                                    |
| 1961  | Op manoeuvre Me bank in het bos | 7 inch-single             | Philips             | 318 542 PF    |                                                                                   |
| 1961  | Babydoll Witte muizen | 7 inch-single             | Philips             | 318 605 PF    |                                                                                   |
| 1961  | Mijn grote teen De harmonie van Krommenie | 7 inch-single             | Philips             | 318 606 PF    |                                                                                   |
| 1962  | Met zulke rozen Reclameboodschap | MUSICARD                  | Rath & Doodeheefver |               | reclame voor Rath & Doodeheefver behang                                           |
| 1962  | Vlubber (Geïnspireerd op de Walt Disney-film De Verstrooide Professor) Er is er maar één                                                                                    | 7 inch-single             | Philips             | 318 735 PF    |                                                                                   |
| 1962  | Figaro-parodie Op m'n ouwe regenjas | 7 inch-single             | Philips             | 318 798 PF    |                                                                                   |
| 1963  | Dorus als zigeunerbaron Ik loop door 't land | 7 inch-single             | Philips             | JF 327 578    |                                                                                   |
| 1963  | De beste van Dorus: Me bolhoed op me ene oor (Paris Canaille) Twee motten Bij de marine Als ik wist dat je zou komen                                                        | 7 inch-ep                 | DECCA               | V 63146       |                                                                                   |
| 1963  | Zwei Motten (Twee motten) Krokus und Hyazinth (De crocus en de hyacint) | 7 inch-single             | PHILIPS             | 318 855 PF    |                                                                                   |
| 1963  | 'r Zit een gat in m'n emmer (There's a hole in the bucket) Als vader een mooie dochter heeft                                                                                | 7 inch-single             | Philips             | JF 327 529    |                                                                                   |
| 1964  | Bij de marine Twee motten | 7 inch-single             | DECCA               | AT 10 087     |                                                                                   |
| 1964  | Dorus als zigeunerbaron Op m'n ouwe regenjas Figaro-parodie Ik loop door 't land                                                                                            | 7 inch-ep                 | Philips             | PE 433 235    |                                                                                   |
| 1965  | Oudejaarsconference Cinecentrum 1964 | 10 inch-lp                | Cinetone            | 111 298 R     |                                                                                   |
| 1965  | Mies van speculaas 'n Rijke goser | 7 inch-single             | Philips             | JF 327 780    |                                                                                   |
| 1965  | Een uur met Dorus | 12 inch-lp                | Philips             | P 12958 L     |                                                                                   |
| 1966  | 'n Rijke goser Ik zou honderd willen worden | 7 inch-single             | Philips             | JF 327 952    |                                                                                   |
| 1966  | De beste van Dorus | 12 inch-lp                | DECCA               | 625 375 QL    |                                                                                   |
| 1966  | Speel de clown Twee bijen | 7 inch-single             | Philips             | JF 333 530    |                                                                                   |
| 1966  | Twee ouwe toffe jongens Lobith aan de Rijn | 7 inch-single             | Philips             | JF 333 599    | met Hans Tiemeyer als Dollevie Zallevie                                           |
| 1967  | De laatste trein naar Rotterdam (Ajax-Feyenoord) Pas op, ga niet over de streep                                                                                             | 7 inch-single             | Philips             | JF 333 646    |                                                                                   |
| 1968? | Bij Dorus op schoot | 7inch-single              | Philips             | JF 333 922    |                                                                                   |
| 1968  | Bij Dorus op schoot | 12 inch-lp                | Philips             | QY 826 479    |                                                                                   |
| 1968  | Bij Dorus op visite - Veertien oude en nieuwe successen van een muzikale zwerver                                                                                            | 12 inch-lp                | Philips             | XPY 855 085   |                                                                                   |
| 1968  | Grote Honig luisterwedstrijd (zonder kans) (Reclameboodschap) De nachtwacht Pas op, ga niet over de streep                                                                  | 7 inch-ep                 | HONIG               | 113 080 E     | reclame voor Honig-soepen                                                         |
| 1968  | Hoogtepunten 10 jaar 1957-1967 | 2 7 inch-ep's             | Honig               | 113 092/093 E | reclame voor Honig-soepen                                                         |
| 1968  | Grote Honig-luisterwedstrijd (met kans) (Reclameboodschap) Me auto Mijn grote teen                                                                                          | 7 inch-ep                 | Honig               | 113 095 E     | reclame voor Honig-soepen                                                         |
| 1968  | Ik zou honderd willen worden Als ik wist dat je zou komen Dorus over de dochter van zijn hospita (Dorus en het circus) (Conférence) 'n Rijke goser                          | 7 inch-ep                 | Foresters           | 113 180 E     | t.g.v. Forester tv-actie                                                          |
| 1968  | Toespraak Heer W.A. de Jonge Zorg dat je erbij blijft (bij de marine) | 7 inch-single             | Philips             | DF 88 260     | t.g.v. het afscheid van W.A. de Jonge van Philips                                 |
| 1968  | Bij Dorus op schoot (flitsen uit een kindervoorstelling vanuit Tom Manders' Radio-tv-cabaret in Rotterdam): Poesie mauw Hand in hand, kameraden Slaap kindje, slaap M'n opa | 7 inch-single             | Philips             | JF 333 922    |                                                                                   |
| 1968  | Daar neem je je hoed voor af (voor de metro in Rotterdam) Zo komen de praatjes in de wereld                                                                                 | 7 inch-single             | Philips             | JF 333 934    |                                                                                   |
| 1968  | Die Lijnbaan (Delilah) De laatste trein naar Rotterdam (Ajax-Feyenoord) | 7 inch-single             | Philips             | JF 334 575    |                                                                                   |
| 1969  | Wie heeft er weer 't laatste woord ... ? (Feyenoord) Witte muizen | 7 inch-single             | Philips             | JF 336 037    |                                                                                   |
| 1970  | Hoogtepunten uit Tom Manders' Dorus-Show | 12 inch-lp                | Westside            | EM 241024     | mogelijk gemaakt door Albert Heijn kruidenier                                     |
| 1970  | Geef me de ruimte! - Een elpee vol met nieuwe liedjes van Dorus | 12 inch-lp                | ESSO                | 30 649 Y      | mogelijk gemaakt door Esso-oliemaatschappij                                       |
| 1970  | In de hemel is geen bier Dat doe ik alleen om jou te vergeten | 7 inch-single             | Philips             | 6012 082      |                                                                                   |
| 1971  | Er zit een vogelnestje in m'n kop - 12 nieuwe liedjes van Dorus | 12 inch-lp                | ERDAL               | 6802 755      | mogelijk gemaakt door Erdal-schoenpoets                                           |
| 1972  | De grote successen van Dorus | 12 inch-lp                | Spectrum            | 6416 013      |                                                                                   |
| 1972  | Dorus | 12 inch-lp                | VARAgram            | 14            |                                                                                   |
| 1973  | De beste van Dorus | 12 inch-lp                | Philips             | 6440 108      |                                                                                   |
| 1974  | 16 Dorus-hits | 12 inch-lp                | Philips             | 6343 240      |                                                                                   |
| 1975  | Tom Manders als Dorus - Rood met een goud randje 2 | 12 inch-lp                | Varagram            | ET 43         |                                                                                   |
| 1976  | Een dozijn successen van Dorus (Bij Dorus op schoot) | 12 inch-lp                | Philips             | 6440 953      |                                                                                   |
| 1977  | De 30 grootste successen van Dorus | 2 12 inch-lp's            | Philips             | 6678 301      |                                                                                   |
| 1977  | De onvergetelijke Dorus | 12 inch-lp                | WEA                 | WEAN 58 054   |                                                                                   |
| 1979  | De beste plaat van Dorus | 12 inch-lp                | Philips             | 9279 353      |                                                                                   |
| 1979  | Pietje-patje-poe! Het dierenasiel | 7 inch-single             | WEA                 | WEAN 18 101   |                                                                                   |
| 1980  | 12 successen van Dorus | 12 inch-lp                | Philips             | 6440 814      |                                                                                   |
| 1981  | Speel de clown | 2 12 inch-lp's            | Philips             | 6601 017      |                                                                                   |
| 1982  | Twee motten Bij de marine | 7 inch-single             | Philips             | 6017 273      |                                                                                   |
| 1986  | Liedjes van een vriend | Cd                        | K-TEL               | KTCD 231-2    |                                                                                   |
| 1988  | 16 Dorus-successen | Cd                        | Philips             | 834 386 2     |                                                                                   |
| 1989  | 4 gouden hits: Twee motten Bij de marine Me bolhoed op me ene oor (Paris Canaille) Als ik wist dat je zou komen                                                             | Cd's                      | Philips             | 872 697 2     |                                                                                   |
| 2001  | Twee motten - 48 all time favourites | 2 cd's                    | HUNTER MUSIC        | HM 1297 2     |                                                                                   |
| 2009  | De keuze van Annie de Reuver | Cd                        | WETON WESGRAM       | NN016         |                                                                                   |
| 2009  | Mooi was die tijd | Cd                        | DISKY               | HSI 905957    |                                                                                   |
| 2013  | 60 Jaar om nooit te vergeten | CD                        | SOURCE 1 MEDIA      | S1M2569227    | bijlage bij 4DVD                                                                  |
| 2024  | Liedjes om nooit te vergeten | 3 CD's                    | SOURCE 1 MEDIA      | S1M2594359    | = 60 Jaar om nooit te vergeten + De muzikale herinnering + Parels van de 20e eeuw |

## Hitlijsten

### Albums
| Album met eventuele hitnotering(en) in de Nederlandse Album Top 100 | Datum van verschijnen | Datum van binnenkomst | Hoogste positie | Aantal weken | Opmerkingen   |
| ------------------------------------------------------------------- | --------------------- | --------------------- | --------------- | ------------ | ------------- |
| Liedjes van een vriend                                              | 1986                  | 29-11-1986            | 6               | 11           | verzamelalbum |

### Singles
| Single met eventuele hitnotering(en) in de Nederlandse Top 40 | Datum van verschijnen | Datum van binnenkomst | Hoogste positie | Aantal weken | Opmerkingen   |
| ------------------------------------------------------------- | --------------------- | --------------------- | --------------- | ------------ | ------------- |
| Twee motten                                                   | 1957                  | ..-03-1957            | 1               | 6M           | Elsevier      |
| M'n volkstuintje                                              | 1957                  | ..-06-1957            | 6               | 1M           | Elsevier      |
| Als ik wist dat je zou komen                                  | 1957                  | ..-07-1957            | 3               | 1M           | Muziek Parade |
| Me volkstuin                                                  | 1957                  | ..-08-1957            | 7               | 1M           | Muziek Parade |
| Bij de marine                                                 | 1958                  | ..-02-1959            | 13              | 1M           | Muziek Expres |
| Figaro-parodie                                                | 1962                  | ..-01-1963            | 19              | 2M           | Muziek Expres |
| In de hemel is geen bier                                      | 1970                  | 09-01-1971            | 37              | 3            |               |
| Twee motten                                                   | 1957                  | 02-12-2023            | tip8*           | -            | Postuum       |

### NPO Radio 2 Top 2000
| Nummer met noteringen in de NPO Radio 2 Top 2000 | '99 | '00  | '01  | '02  | '03  | '04  | '05  | '06  | '07  | '08  | '09-'22 | '23 |
| ------------------------------------------------ | --- | ---- | ---- | ---- | ---- | ---- | ---- | ---- | ---- | ---- | ------- | --- |
| Twee motten                                      | 937 | 1299 | 1815 | 1595 | 1467 | 1679 | 1919 | 1830 | 1747 | 1698 | -       | 676 |

1. ↑  Een '-' betekent dat het nummer niet was genoteerd en een vetgedrukt getal geeft de hoogste notering aan.
2. ↑  Deze tabel is bijgewerkt tot en met de laatste editie (2024).

## Videografie
| Jaar | Titel                                                                            | Drager       | Uitgeverij     | Nummer      | Opmerking |
| ---- | -------------------------------------------------------------------------------- | ------------ | -------------- | ----------- | --------- |
| 1981 | Speel de clown - Documentaire                                                    | VHS/Betamax  | VARA           | EVC 452     |           |
| 1982 | De wolf en zijn 7 dochters - Film                                                | VHS          | Video Media    | 490 007     |           |
| 1982 | De klok van Simpeldorp - Film                                                    | VHS          | Video Media    | 490 008     |           |
| 1991 | De avonturen van Dorus                                                           | VHS          | Polygram Video | 1990013     |           |
| 1991 | De successen van Dorus                                                           | VHS          | Polygram Video | 1990023     |           |
| 1991 | Saint Germain des Prés                                                           | VHS          | Polygram Video | 1990033     |           |
| 2002 | Alles van onze gabber                                                            | dvd          | Alpha Centauri | ACE 11011 F |           |
| 2004 | Trilogie Een avondje uit met Dorus De avonturen van Dorus De successen van Dorus | 3 dvd's      | Alpha Centauri | Box 00337   |           |
| 2013 | 60 jaar om nooit te vergeten                                                     | 4 dvd's + cd | SOURCE1        | S1M2567117  |           |
| 2014 | 60 jaar om nooit te vergeten                                                     | 4 dvd's      | SOURCE1        | S1M2569227  |           |
| 2015 | Hollandse Klassiekers                                                            | dvd          | SOURCE1        | S1M2571398  |           |